# Subunguales Hämatom

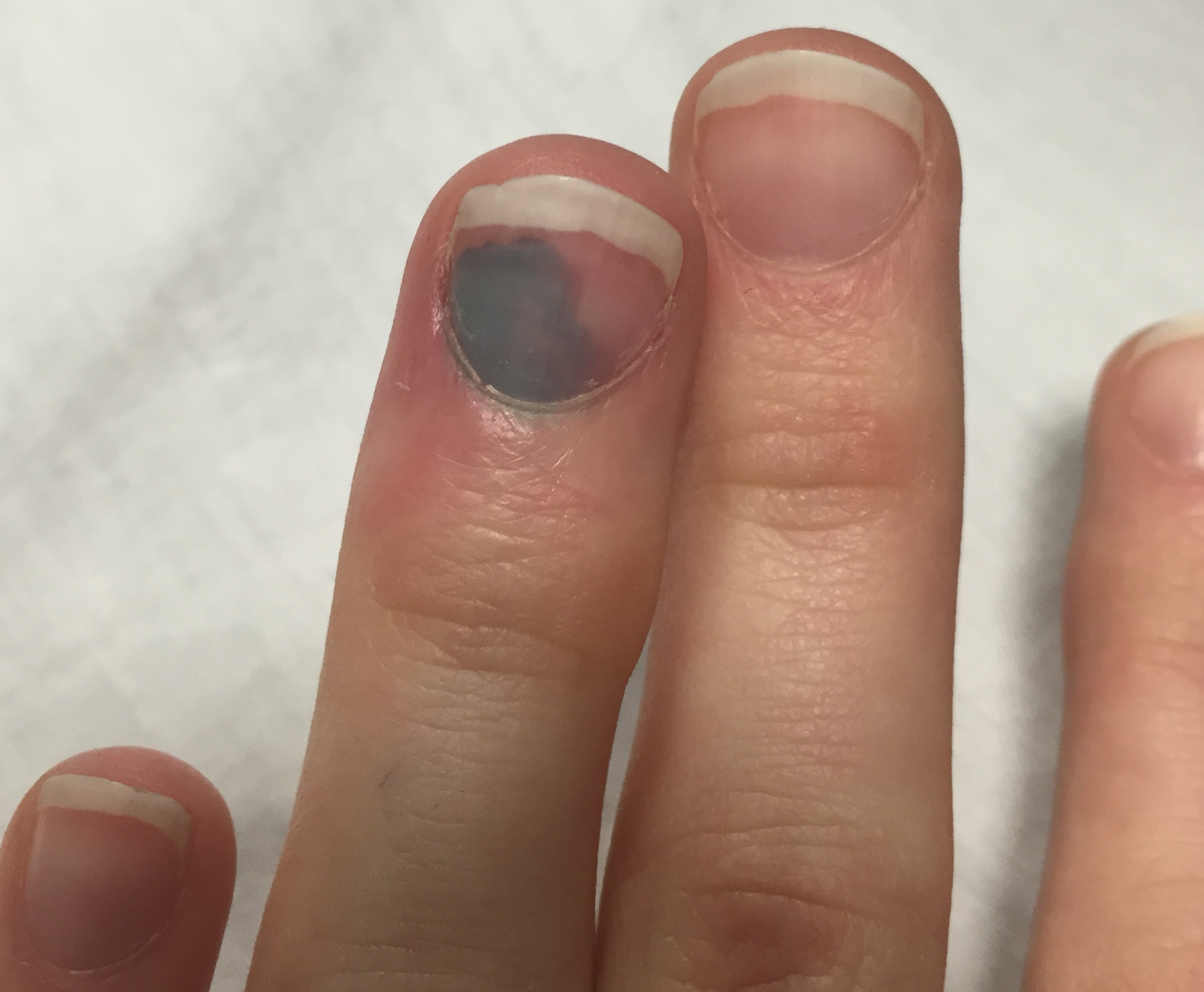
Subunguales Hämatom des linken Ringfingers

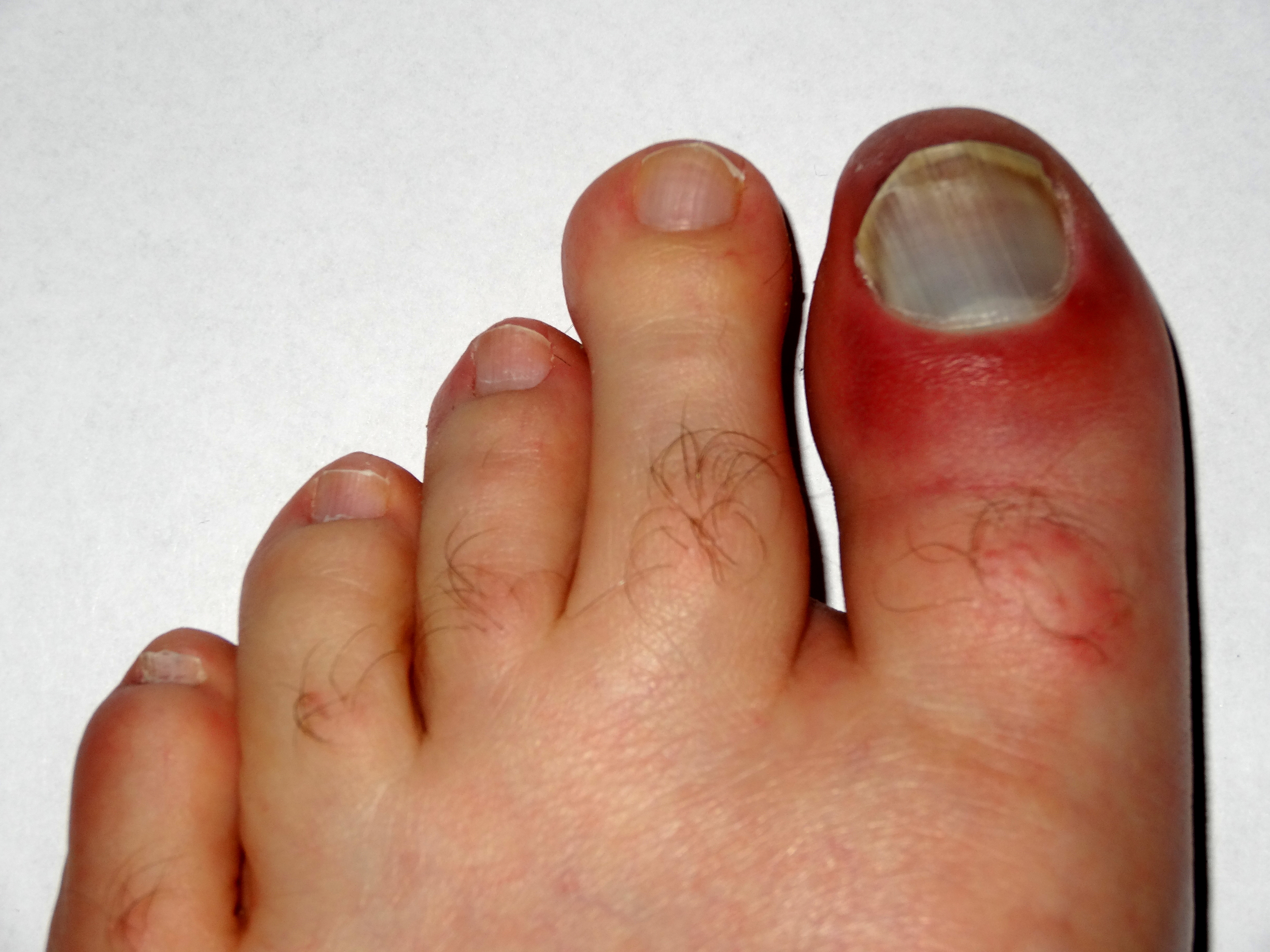
Subunguales Hämatom einer linken Großzehe

Ein subunguales Hämatom (Nagelbettblutung, Bluterguss unter dem Nagel) ist ein Bluterguss (Hämatom) unter dem Nagel (lateinisch unguis) eines Fingers oder einer Zehe. Falsche, aber übliche Bezeichnungen sind Nagelblutung, Nagelhämatom oder auch Nagelbluterguss.
Die durch die Einblutung hervorgerufenen vorübergehenden Farbänderungen (im Zeitablauf unterschiedliche sichtbare Verfärbungen wie in den Abbildungen) heißen Chromonychie. Wegen des blauen Flecks beim frischen Nagelhämatom spricht man auch vom blauen Nagel. Diese Farbwechsel erfolgen im Zuge der Blutgerinnung und der Wundheilung innerhalb mehrerer Wochen oder Monate.

## Entstehung
Ein subunguales Hämatom kann durch kurzzeitige stumpfe Gewalteinwirkung auf den Nagel entstehen, etwa durch Schlag mit einem Hammer oder beim Einklemmen des Fingernagels in einer Tür. Dabei können kleine Adern platzen. Subunguale Hämatome an den Zehen („blaue Zehennägel“) können auch durch wiederholte Erschütterungen und langanhaltende Quetschungen, wie sie beim ausdauernden Wandern oder Laufen in nicht passenden, meist  zu engem Schuhwerk auftreten, hervorgerufen werden. Ferner können auch überlange Nägel zu dem Hämatom führen.

## Differenzialdiagnose
Es ist zu denken an ein malignes subunguales Melanom (Melanonychia striata longitudinalis), an einen subungualen melanozytären Naevus, an einen Glomustumor und an sonstige Nageldyschromien. Auch können subunguale Exostosen (Exostosis subunguinalis) sowie subunguale Warzen (Verrucae subunguales) oder Nagelpilze (Onychomykosen) zu ähnlichen Symptomen führen.

## Folgen und Behandlung
Die sichtbare Einblutung unter dem Nagel ist oft mit einer Anhebung der Nagelplatte verbunden (Onycholyse). Sie führt häufig zu Beschwerden in Form eines pulsabhängig auftretenden pochenden Gefühls und bereitet wegen des sehr sensiblen Nagelbetts nicht selten erhebliche Schmerzen. Der Nagel färbt sich an der Stelle blau.
Meist heilt ein kleineres subunguales Hämatom ohne weitere Behandlung von alleine, sofern der Nagel nicht weiter belastet wird und man ihn auswachsen lässt. Gelegentlich werden Arnikasalben, Beinwellsalben oder Zinksalben empfohlen. Kühlen und Hochlagern der betroffenen Extremität sind auch hilfreich. Es kann aber auch vorkommen, dass der Nagel sich teilweise oder ganz (also flächig) ablöst (Onycholyse). In diesem Fall ist es sinnvoll, ihn zu fixieren und ihn als Abdeckung der darunter gelegenen Epithelschicht (Hyponychium) zu erhalten, um deren Verhornung zu verhindern. Denn dann muss der dünne nachwachsende Nagel statt auf einer Verschiebeschicht gegen eine Hornschicht wellenförmig vorwachsen; das kann zu bleibenden Nageldeformitäten führen. Ein endgültiger Nagelverlust (Anonychie) ist extrem selten. Ebenfalls selten ist die Notwendigkeit der Implantation eines Kunstnagels.
Insbesondere bei zunehmenden Schmerzen kann es notwendig werden, den Nagel zu entlasten, indem er beispielsweise mit einer sterilen Nadel durchbohrt (punktiert) wird (Trepanation). Dabei sollte die Perforation außerhalb des Nagelmöndchens (Lunula) erfolgen.

## Synonyme
Blaumeise ist ein österreichischer Dialektausdruck für ein subunguales Hämatom.